# 李甲俊
李甲俊（：／ Lee Gab-jun，1957年1月4日—），是大韓民國的政治人物，第15任釜山廣域市沙下区區廳長。

## 選舉
退休後，他擔任釜山商工會議所專職副會長，在第20屆總統選舉階段支持尹錫悅候選人。大選後，在2022年第8次全國同步地方選舉中，由國民力量提名，擊敗共同民主黨候選人金泰碩，當選釜山廣域市沙下區區長。